# Yun Won-jin
Yun Won-jin (윤원진?; 1970) è un ex schermidore sudcoreano, vincitore di una medaglia di bronzo ai campionati mondiali di scherma.